# Pedro Téllez-Girón (IX duque de Osuna)
Pedro de Alcántara Téllez Girón y Pacheco (Madrid, 8 de agosto de 1755 - Madrid, 7 de enero de 1807) fue un militar y mecenas español. Fue IX Duque de Osuna, X marqués de Peñafiel y XIII conde de Urueña. Grande de España de 1.ª Clase. Además fue señor de las villas de Morón de la Frontera, Archidona, El Arahal, Olvera, Ortejícar, Cazalla de la Sierra, Tiedra, Gumiel de Izán y Briones. Por matrimonio también fue conde-duque de Benavente, duque de Béjar, de Gandía y de Arcos, príncipe de Esquilache y Anglona.

## Biografía

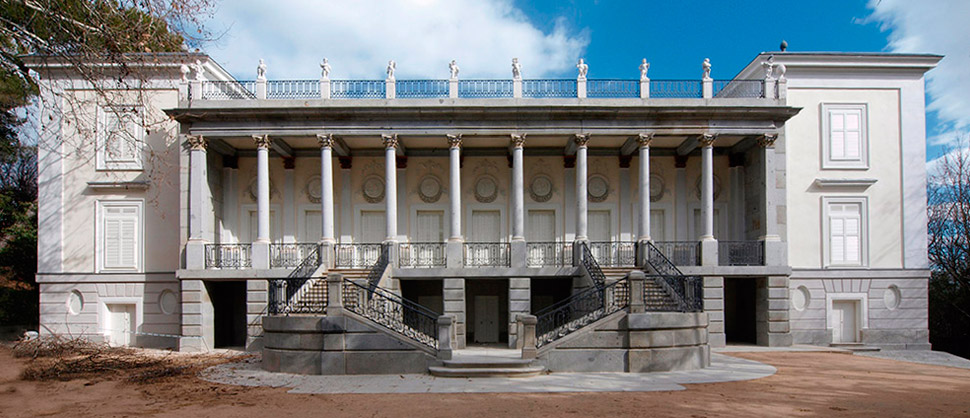
El capricho de La Alameda.

### Origen
Descendiente de uno de los linajes nobiliarios más importantes de España desde Enrique IV de Castilla, Pedro fue el segundo hijo de Pedro Zoilo Téllez Girón y Guzmán, VIIIº duque de Osuna, y María Vicenta Pacheco y Téllez Girón, hija de los duques de Uceda y condes de la Puebla de Montalbán. Como la mayor parte de sus antepasados se inició en la carrera militar, en este caso en el Regimiento de Reales Guardias Españolas. La muerte de su hermano mayor José María, el 15 de octubre de 1771, lo convirtió en el nuevo marqués de Peñafiel, por tanto en heredero del ducado de Osuna.
Siendo heredero del ducado, se pactó su matrimonio con María Josefa Pimentel, única heredera de los condes-duques de Benavente y de todos los títulos asociados. Significaba la unión de dos de las más importantes familias de la aristocracia española. Del matrimonio nacieron nueve hijos, de los cuales sólo le sobrevivieron cinco. Establecieron su primera residencia en el palacio familiar de la calle Leganitos, aunque en 1781 se trasladaron al Palacio de Benavente en la Cuesta de la Vega, muy cerca del Palacio Real. En 1783 adquieron La Alameda a las afueras de Madrid, donde crearon un ambiente neoclásico como lugar de encuentro de los intelectuales y personajes influyentes de la capital.

### Guerra anglo-española (1779-1783)
En 1779 fue nombrado coronel del Regimiento de Infantería de América. Con ese grado y destino participó en el sitio de Gibraltar (1779-1783). De allí pasó a la toma de Menorca (1782), bajo dominio británico desde 1708. Destacó especialmente en la conquista del puerto y fuerte de Fornells, lo que le valió el ascenso a brigadier. 

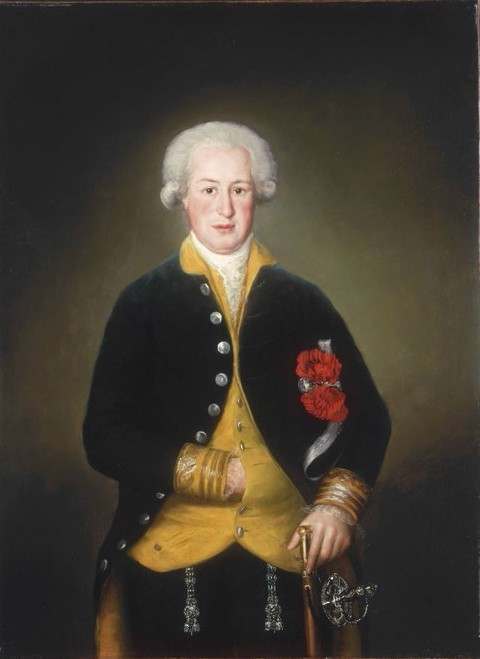
Por Francisco Goya, 1785, Colección particular.

Estando destinado en Menorca conoció la muerte de su hijo de cuatro años Pedro. Su esposa viajó a Menorca en julio de 1782 para encontrarse con él. Acabada la campaña en Menorca, su regimiento se retiró a Barcelona. La familia se estableció en Mataró, donde vivió dos años y tuvieron una niña. Estando en la ciudad catalana sucedió el fallecimiento de su padre, el 1 de abril de 1787, haciéndose efectiva la herencia del ducado de Osuna y demás títulos asociados, todos los mayorazgos y rentas, así como los honores de Camarero, Notario y Justicia mayor de Castilla, Alcalde Mayor de Sevilla, Alcaide perpetuo de la real fortaleza de Soria y Regidor preeminente perpetuo de la villa de Linares.

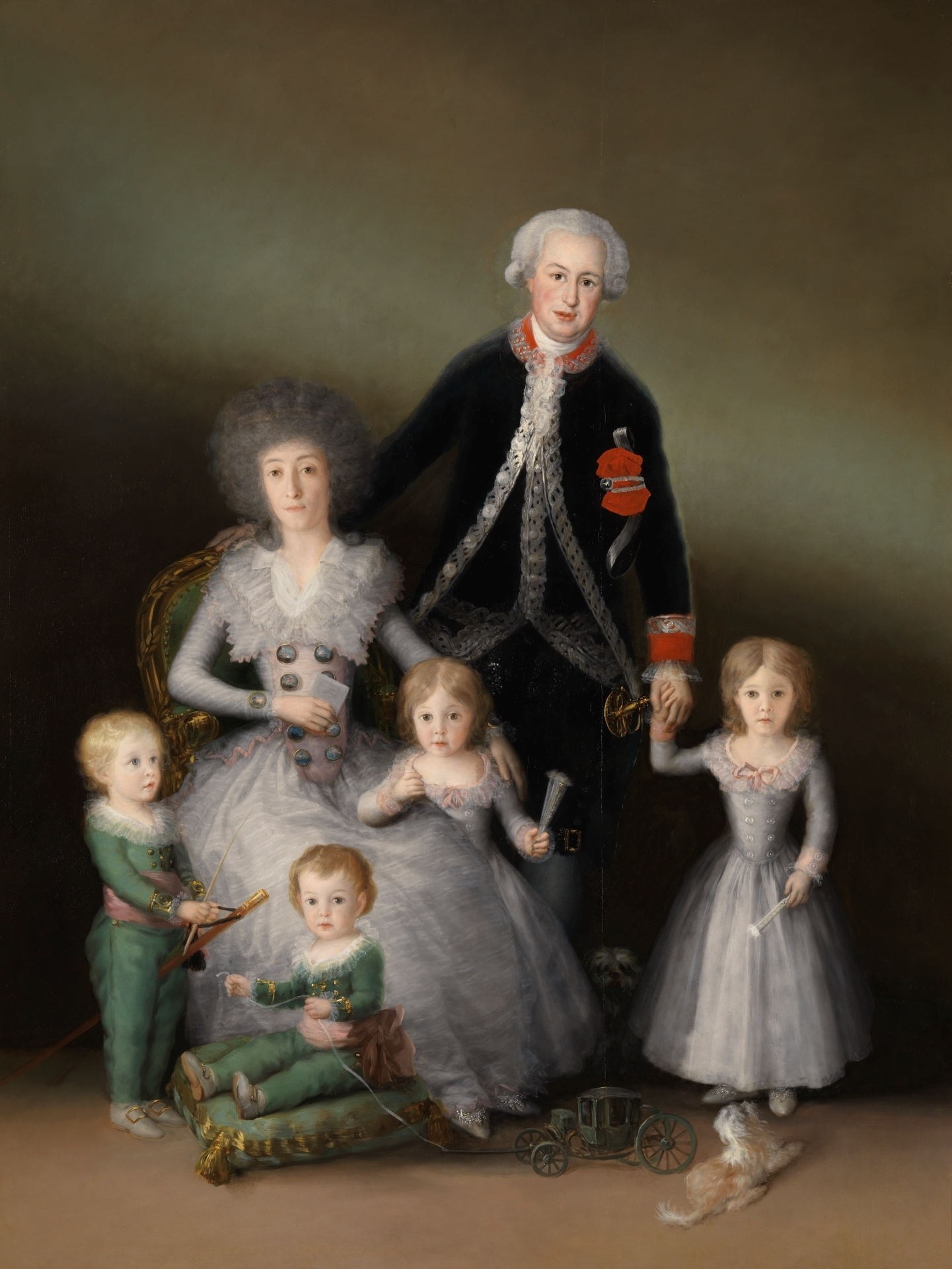
Los duques de Osuna y sus hijos, Francisco de Goya, 1788, Museo del Prado, Madrid.

Con el ascenso al trono de Carlos IV en 1788, fue nombrado Mariscal de Campo, siendo destinado al puesto que había tenido su padre como coronel y director general de las Reales Guardias Españolas. Fue ascendido en 1791 a Teniente General. 

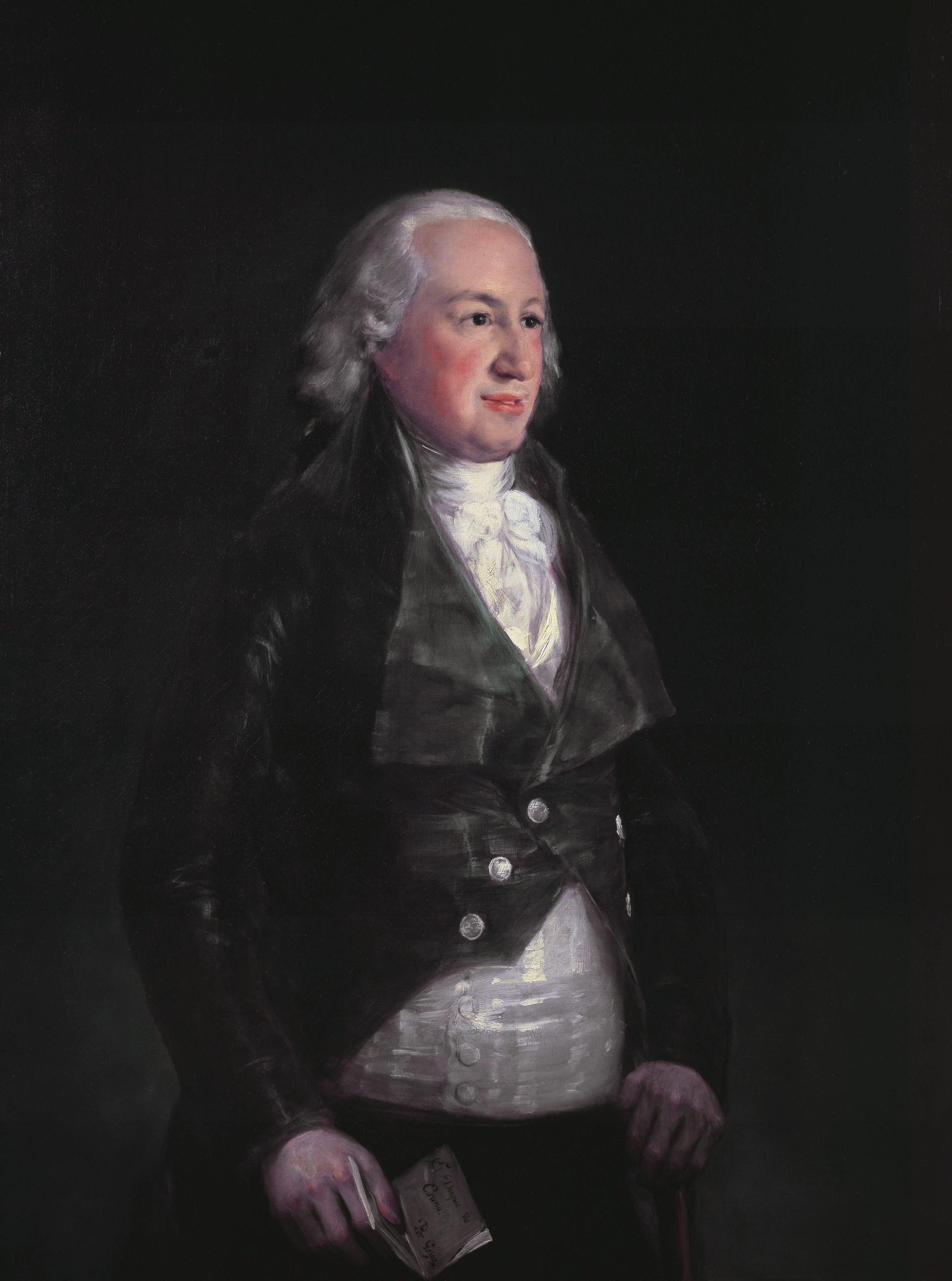
Retrato por Francisco de Goya, c.1798, Colección Frick, Nueva York.

### Guerra de la Convención (1793-1795)
Su participación en la guerra fue relevante, incluso sufragando la formación de varias compañías de cazadores a su cuenta. Comenzó su participación bajo las órdenes del general Antonio Ricardos en la frontera con el Rosellón. Destacó en la batalla de Mas Deu (20 de mayo de 1793), por lo que recibió el agradecimiento expreso del Rey. Sin embargo, parece que su mala relación con el secretario de Estado, Manuel Godoy, influyó en no obtener el ascenso a Capitán General, algo extraño para un hombre de su estatus. Parece que sus discrepancias provenían de la reforma de la Guardia Real, de la que Osuna era director, y de la Guardia de Corps, a la que pertenecía Godoy.
Después del fracaso que supuso el sitio que se estableció durante la batalla de Perpiñán (17 de julio de 1793), algunas voces culpabilizaron al duque de la derrota. Se le acusó de estar celoso del general Ricardos por haber obtenido el mando del Ejército de Cataluña antes que él. La historiografía actual ha entendido mejor que la derrota se debió más a una falta de coordinación entre los generales españoles. Ello parece confirmarse con el relevante papel que Osuna tuvo en la Batalla de Truillás (22 de septiembre de 1793).
En febrero de 1794 fue trasladado al frente occidental, donde tuvo que enfrentarse a la contraofensiva francesa de Bon-Adrien Moncey. Durante esta campaña tuvo que combatir constantemente a la defensiva ante la superioridad francesa. Bajo las órdenes del virrey de Navarra, el conde de Colomera, centraron sus esfuerzos en la defensa de la capital navarra, Pamplona. Siendo este objetivo prioritario de la invasión francesa, las tropas españolas consiguieron en este caso un éxito importante, obligando a los franceses a replegarse a Guipúzcoa. El 9 de febrero de 1795, acudió a Madrid a solicitar mayor respaldo y apoyo del gobierno, algo que ya había provocado la dimisión en julio de 1794 de Ventura Caro. Este hecho no hizo sino complicar aún más sus relaciones con Godoy.

### Diplomático
Una de las consecuencias de la Paz de Basilea (1795) fue la firma del Tratado de San Ildefonso (1796), que establecía la alianza de España con el Directorio francés. Las malas relaciones entre Osuna y el gobierno Godoy provocaron que este le alejara de la Corte nombrándole, a finales del año 1798, embajador español ante el Sacro Imperio en Viena, para sustituir al conde del Campo de Alange, Manuel Negrete de la Torre.
La familia Osuna se instaló en enero de 1799 en París, a la espera del plácet del Gobierno austriaco a su nombramiento. A pesar de haberse instalado en el palacio del duque del Infantado en París, meses de espera en la capital francesa conllevaron enormes gastos dado su estilo de vida aristocrático. Durante el año 1799 pasaron apuros económicos y el duque tuvo que endeudarse para sufragar su vida allí. Entre estas dificultades, el duque sufrió una grave enfermedad hepática que lo acompañó el resto de su vida. Finalmente el Gobierno de Viena se negó a concederle el permiso, ya que la formación de la Segunda Coalición el 29 de noviembre de 1798 contra la República francesa convertía a España y Austria en enemigos, y el gobierno austríaco temía que el duque pudiera actuar como espía.
El embajador español en París, José Nicolás de Azara, medió ante el gobierno español para que se le concediera un nuevo destino. En junio de 1799 fue nombrado inspector para que informase de los movimientos del ejército francés en el Rhin. El duque consideró el nombramiento como impropio para un hombre de su rango y expuso su enfermedad como razón para no ejercerlo. A finales de ese mismo año recibió permiso para volver a Madrid. No volvió a ser nombrado para ningún otro cargo público. Falleció en Madrid el 7 de enero de 1807. La capilla ardiente se celebró en el Convento de Nuestra Señora de la Victoria (Madrid). Su viuda dirigió la casa ducal hasta 1834, heredando el título su hijo mayor, Francisco de Borja Téllez-Girón y Pimentel (1785-1820).

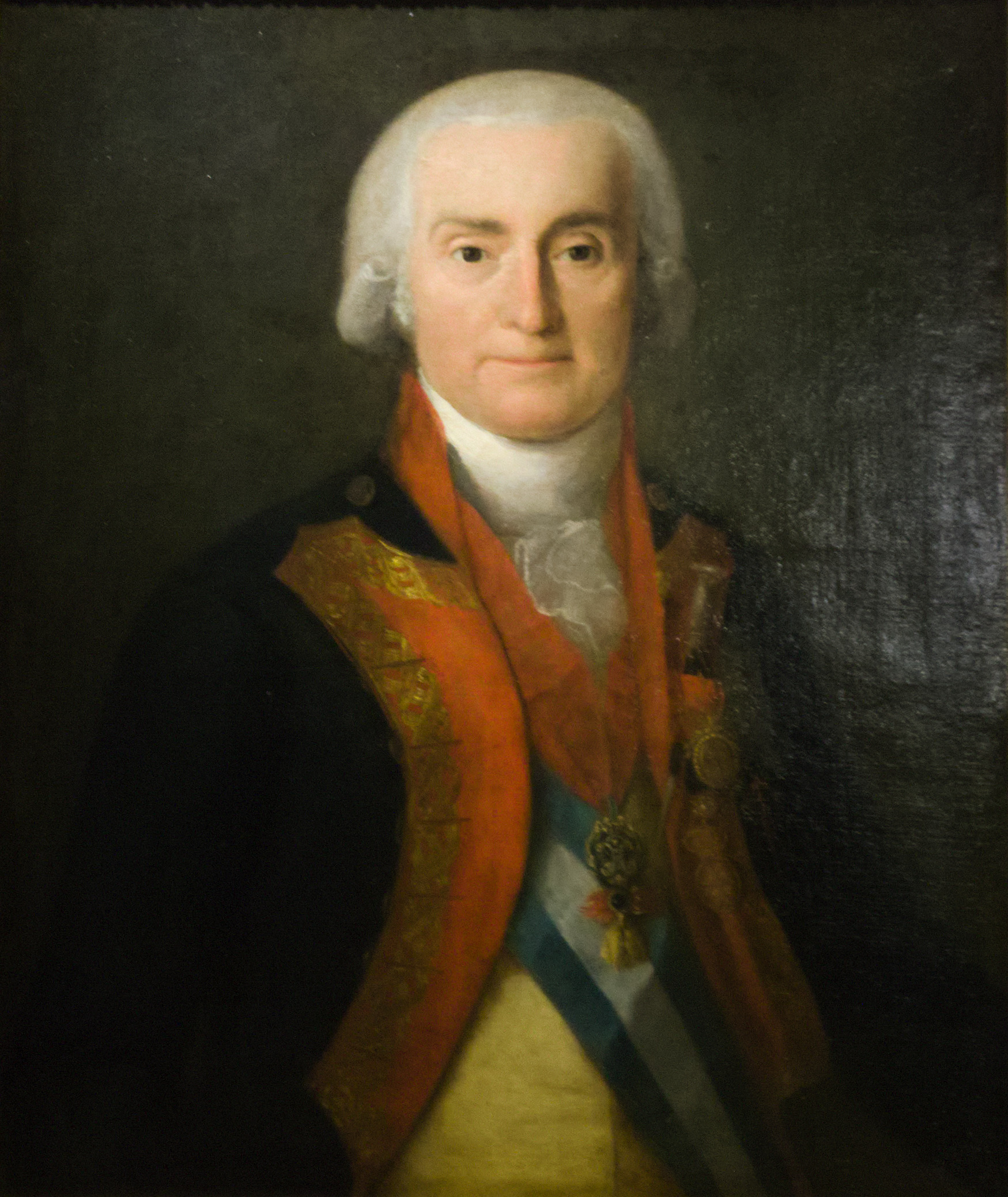
Por Agustín Esteve (1785), Museo Lázaro Galdiano, Madrid.

### Mecenazgo
El duque de Osuna perteneció a un tipo de nobleza de fuerte influencia ilustrada, lo cual le llevó a ser protector de muchos escritores, músicos y artistas. Fue miembro fundador de la Real Sociedad Económica Matritense de Amigos del País (1775), de la cual llegó a ser presidente, así como de la de Osuna (Sevilla). A través de estas instituciones vehiculó gran parte de la ayuda económica que proporcionaba a la investigación y mejora de la economía, sobre todo en los campos de la agricultura y la educación. Fue miembro honorario de la Real Academia Española desde 1787, y de número desde 1790, ocupando el sillón Letra T. En 1792 accedió como honorario también a la Real Academia de Bellas Artes de San Fernando.
Los duques de Osuna entraron en contacto con Francisco de Goya en 1785, cuando le encargaron dos retratos individuales. Goya ya gozaba de la protección de importantes mecenas como Anton Raphael Mengs y Gaspar Melchor de Jovellanos. Sin embargo, la plenitud de su obra la consiguió bajo la protección de los Osuna, que le sufragaron numerosos cuadros, no solo para sí mismos, sino también para amigos e incluso para la Familia Real.
La biblioteca de la casa ducal de Osuna estaba conformada por multitud de volúmenes heredados desde el siglo XV de todos sus antepasados. El matrimonio amplió su afición bibliofila durante su estancia en París. Con los libros que adquieren allí conforman la biblioteca más completa existente en España en ese momento. La instalaron en su palacio de la calle Leganitos y decidieron abrirla al público. Estaba conformada por libros de todo tipo, incluidos muchos que estaban supuestamente prohibidos en España. A la muerte de la duquesa en 1834 se contaban 60.000 volúmenes.

## Descendencia
1. José María Tellez-Girón y Alfonso-Pimentel (1775-1775), conde de Mayorga y marqués de Lombay.
2. Ramón José Téllez-Girón y Alfonso-Pimentel (1777-1777), conde de Mayorga y marqués de Lombay.
3. Pedro de Alcántara Tellez-Girón y Alfonso-Pimentel (1778-1782), conde de Mayorga y Belalcázar y marqués de Lombay.
4. Micaela María del Pilar Tellez-Girón y Alfonso-Pimentel (1779-1780).
5. Josefa Manuela Tellez-Girón (1783-1817), marquesa de Camarasa y Marchini.
6. Joaquina Téllez-Girón y Pimentel (1784-1851), condesa de Osilo.
7. Francisco de Borja Téllez-Girón y Pimentel (1785-1820), X duque de Osuna.
8. Pedro de Alcántara Téllez-Girón y Pimentel (1786-1851), príncipe de Anglona y marqués de Javalquinto.
9. Manuela Téllez-Girón y Pimentel (1794-1838), Duquesa de Abrantes y condesa de Coginas.

## Premios y reconocimientos
- Gran Cruz de la Real y Distinguida Orden de Carlos III ( España). (1789)
- Caballero de la Insigne Orden del Toisón de Oro ( España). (1795)